# Tiarno di Sotto
Tiarno di Sotto je část obce Ledro (do 31. prosince 2009 obec) v Itálii v provincii Trentino v údolí Valle di Ledro, zhruba 470 km severně od Říma a 36 km jihozápadně od Tridentu.
Jihovýchodně leží jezero Lago di Ledro.

## Historie
V květnu 1915 byli obyvatelé Tiarna a okolních obcí evakuováni do vnitrozemí Rakouska-Uherska, často do Čech. V místě pak probíhaly boje I. světové války, během nichž byla obec poškozena. Obyvatelé se do svých domovů mohli vrátit až v průběhu roku 1919.
30. listopadu 2008 obyvatelé v místním referendu schválili sloučení dosavadních šesti obcí údolí Valle di Ledro do společné obce pod názvem Ledro. Sloučení vstoupilo v platnost 1. ledna 2010.

## Památky
Na území obce se nacházejí kostely svatého Jiří (na návrší západně od osady) a svatého Bartoloměje (v centru obce).

## Sport
V obci se nachází fotbalové hřiště.